# Барбаровский сельсовет
Барбаровский сельсовет (бел. Барбароўскі сельсавет) — административная единица на территории Мозырского района Гомельской области Республики Беларусь. Административный центр — агрогородок Барбаров.

## История
Образован 20 августа 1924 года в составе Наровлянского района Мозырского округа БССР, с 26 июля 1930 года Наровлянского района БССР, с 21 июня 1935 года — Мозырского округа, с 20 февраля 1938 года — Полесской области, с 8 января 1954 года — Гомельской области. 24 марта 1960 года в состав Михалковского сельсовета Мозырского района переданы 3 населенных пункта (Провтюки, Стрельск и Стрельская Горка). 
С 25 декабря 1962 года в составе Ельского района. С 19 сентября 1963 года в Мозырском районе.

## Состав
Барбаровский сельсовет включает 8 населённых пунктов:
- Барбаров — агрогородок
- Верхний Млынок — деревня
- Горная — деревня
- Красная Горка — посёлок
- Нижний Млынок — деревня
- Новая Нива — посёлок
- Передовой — посёлок
- Прогресс — посёлок